# العلاقات الفيتنامية الهايتية
العلاقات الفيتنامية الهايتية هي العلاقات الثنائية التي تجمع بين فيتنام وهايتي.

## مقارنة بين البلدين
هذه مقارنة عامة ومرجعية للدولتين:
| وجه المقارنة                                              | فيتنام           | هايتي                                |
| --------------------------------------------------------- | ---------------- | ------------------------------------ |
| المساحة (كم2)                                             | 331.69 ألف       | 27.75 ألف                            |
| عدد السكان (نسمة)                                         | 94.66 مليون      | 10.98 مليون                          |
| الكثافة السكانية (ن./كم²)                                 | 285.39           | 395.68                               |
| العاصمة                                                   | هانوي            | بورت أو برانس                        |
| اللغة الرسمية                                             | اللغة الفيتنامية | لغة فرنسية، اللغة الكريولية الهايتية |
| العملة                                                    | دونغ فيتنامي     | جوردة هايتية                         |
| الناتج المحلي الإجمالي (بليون دولار)                      | 234.19 مليار     | 8.41 مليار                           |
| الناتج المحلي الإجمالي (تعادل القوة الشرائية) بليون دولار | 553.42 مليار     | 18.82 مليار                          |
| الناتج المحلي الإجمالي الاسمي للفرد دولار أمريكي          | 2.48 ألف         | 818                                  |
| الناتج المحلي الإجمالي للفرد دولار أمريكي                 | 5.63 ألف         | 1.73 ألف                             |
| مؤشر التنمية البشرية                                      | 0.666            | 0.483                                |
| رمز المكالمات الدولي                                      | +84              | +509                                 |
| رمز الإنترنت                                              | .vn              | .ht                                  |
| المنطقة الزمنية                                           | ت ع م+07:00      | 00                                   |

## منظمات دولية مشتركة
يشترك البلدان في عضوية مجموعة من المنظمات الدولية، منها:
| علم المنظمة | اسم المنظمة                        | تاريخ انضمام فيتنام | تاريخ انضمام هايتي |
| ----------- | ---------------------------------- | ------------------- | ------------------ |
|             | وكالة ضمان الاستثمار متعدد الأطراف | 5 أكتوبر 1994       | 11 ديسمبر 1996     |
|             | منظمة الشرطة الجنائية الدولية      | ?                   | ?                  |
|             | منظمة حظر الأسلحة الكيميائية       | ?                   | ?                  |
|             | منظمة التجارة العالمية             | 11 يناير 2007       | ?                  |
|             | الأمم المتحدة                      | 20 سبتمبر 1977      | 24 أكتوبر 1945     |
|             | مؤسسة التمويل الدولية              | 4 أغسطس 1967        | 20 يوليو 1956      |
|             | يونسكو                             | 6 يوليو 1951        | 18 نوفمبر 1946     |
|             | مؤسسة التنمية الدولية              | 24 سبتمبر 1960      | 13 يونيو 1961      |
|             | البنك الدولي للإنشاء والتعمير      | 21 سبتمبر 1956      | 8 سبتمبر 1953      |
|             | الاتحاد البريدي العالمي            | ?                   | ?                  |
|             | الاتحاد الدولي للاتصالات           | 24 سبتمبر 1951      | 10 أكتوبر 1927     |

## وصلات خارجية
- موقع وزارة الخارجية الفيتنامية
- موقع وزارة الخارجية الهايتية